# 官安章氏宗祠
官安章氏宗祠，是位于中国福建省宁德市柘荣县英山乡官安村的一个清代古建筑，2011年7月入选第八批柘荣县文物保护单位。
官安章氏宗祠始建于清朝嘉庆十八年（1813年），1999年重修。建筑坐北朝南，通面阔14.22米，通进深23.22米，占地面积330.19平方米。有三级台基，上台基建有正厅，厅后置神龛；中台基建有门楼和戏台，两侧廊庑与正厅相连，主体建筑四周围以匡斗墙；下台基则为门埕，右侧有管理房。祠内存有同治年间福宁府知府程荣春所题写的木匾。